# Failly
Failly är en kommun i departementet Moselle i regionen Grand Est (tidigare regionen Lorraine) i nordöstra Frankrike. Kommunen ligger i kantonen Vigy som tillhör arrondissementet Metz-Campagne. År 2022 hade Failly 542 invånare.

## Befolkningsutveckling
Antalet invånare i kommunen Failly
| Referens: INSEE |